# Show Me the Way/Back to Chicago
Show Me the Way/Back to Chicago è un singolo del gruppo rock statunitense Styx, pubblicato nel 1990 ed estratto dall'album Edge of the Century.
La canzone è stata scritta da Dennis DeYoung.

## Tracce
1. Show Me the Way
2. Back to Chicago

## Formazione
- Dennis DeYoung - voce, tastiera
- Glen Burtnik - chitarra, cori
- James Young - chitarra, cori
- Chuck Panozzo - basso
- John Panozzo - batteria